# Myriopteris scabra
Myriopteris scabra är en kantbräkenväxtart som först beskrevs av Carl Frederik Albert Christensen, och fick sitt nu gällande namn av Grusz och Windham. Myriopteris scabra ingår i släktet Myriopteris och familjen Pteridaceae. Inga underarter finns listade.